# Chen Chao
Chen Chao (陳超S, Chén ChāoP; Chengwuxian, 1970) è un artista marziale cinese.
È un lottatore di sanda (Boxe cinese) della categoria pesi massimi, conosciuto con gli appellativi di il bombardiere, il killer sorridente e il re del sanda. È stato per molti anni campione nazionale di sanda, vincendo moltissime competizioni. È anche diciassettesima generazione di Meihuaquan che ha appreso da Zhang Haichen (张海臣).

## Biografia
Chen Chao è nato in un villaggio nell'area amministrativa di Chengwuxian (成武縣), nel distretto di Heze, nella provincia di Shandong, Cina, nel 1970.
Egli appartiene ad una famiglia di insegnanti.
Nel 1987 viene ammesso all'Heze Tiyu Xueyuan (istituto di educazione fisica di Heze). Nel 1990 è stato invitato ad approfondire i suoi studi alla Beijing Tiyu Daxue (che allora si chiamava Beijing Tiyu Xueyuan, 北京体育学院).
I suoi successi nelle competizioni sportive cominciano nel 1991 partecipando al Chuanguo wushu sanshou jinbiaosai (全國武術散手錦標賽, campionato nazionale di combattimento di wushu, Sanshou) che vinse nella sua categoria (manterrá il titolo fino al 1997). Nel 1992, vince il campionato nazionale nella categoria 85 kg. Nel 1993 supera il limite di peso degli 85 kg, inoltre vince la competizione della polizia (武警部隊拳擊散手大賽, Wujing Budui quanji sanshou dasai). Per i successi ottenuti dal 1994 al 1996 e per la diffusione che ha ottenuto grazie a lui il Wushu al di fuori della Cina gli è stato consegnato, dal Centro Amministrativo Nazionale di Wushu e dalla Federazione internazionale di Wushu, l'elmetto d'oro; uno dei più alti riconoscimenti per meriti sportivi.
Laureato presso il dipartimento di wushu dell'Beijing Tiyu Daxue (北京体育大学,Università di educazione fisica di Pechino) nel 1994, Chen Chao intraprende per un anno (dal luglio 1997 al 1998)la carriera di allenatore generale di sanda presso l'Accademia di Wushu di Pechino; nel 2005, su invito di 2 scuole toscane ( l'Istituto di WuShu di Firenze e la scuola del Fiume di Scandicci FI), viene in Italia per un mese per tenere corsi e stage di Sanda. Attualmente è professore e allenatore generale presso la Beijing Tiyu Daxue.
Nel gennaio del 1997 viene invitato dalla CCTV-4 a partecipare al programma L'incontro felice. Nell'aprile dello stesso anno è stato incluso nell'elenco del World Who's Who.
Nel luglio del 1998 viene invitato dalla CCTV come ospite speciale nella cerimonia del Festival Internazionale della Birra di Qingdao'98.

## Titoli onorifici
Nel 1994, grazie alle sue vittorie contro tutti gli avversari incontrati, gli viene dato il titolo onorifico di Xin Zhongguo diyi wei Wuzhuangyuan (新中國第一位武狀元, Nuova persona che in Cina per primo ha raggiunto la posizione di Wuzhuangyuan, che sta ad indicare il livello più alto agli esami imperiali).
Nel 1995, dopo la sua vittoria nei campionati tenutisi in Hunan, viene definito Zhonghua shiji Wuzhuangyuan (中華世紀武狀元, il Wuzhuangyuan del secolo in Cina).